# U-303
El submarí alemany U-303 va ser un submarí tipus VIIC de la Kriegsmarine de l'Alemanya nazi durant la Segona Guerra Mundial. Va veure servei tant a l'oceà Atlàntic com al mar Mediterrani, i va enfonsar un vaixell de càrrega de 4.959 GRT en les seves dues patrulles de guerra curtes i sense incidents. Encarregat el 7 de desembre de 1940, se li va col·locar la quilla el 14 de juny de 1941 a les drassanes de Flender Werke de Lübeck, amb número de drassana 303. Va ser avarat el 16 de maig de 1942 i entrà en servei el 7 de juliol de 1942.

## Disseny
Els submarins alemanys de tipus VIIC van ser precedits pels submarins de tipus VIIB més curts. L'U-303 tenia un desplaçament de 769 tones (757 tones llargues) quan estava a la superfície i de 871 tones (857 tones llargues) mentre estava submergit. Tenia una longitud total de 67,10 m (220 peus 2 polzades), una longitud del casc a pressió de 50,50 m (165 peus 8 polzades), una mànega de 6,20 m (20 peus 4 polzades), una alçada de 9,60 m (31 peus 6 polzades) i un calat de 4,74 m (15 peus 7 polzades). El submarí estava propulsat per dos motors dièsel sobrealimentats de sis cilindres i quatre temps Germaniawerft F46, produint un total de 2.800 a 3.200 cavalls de potència (2.060 a 2.350 kW; 2.760 a 3.160 shp) per al seu ús a la superfície, dos motors elèctrics de doble efecte Garbe, Lahmeyer & Co. RP 137/c que produïen un total de 750 cavalls de potència (75500 kW); shp) per utilitzar-lo submergit. Tenia dos eixos i dues hèlixs d'1,23 m (4 peus). El vaixell era capaç d'operar a profunditats de fins a 230 metres (750 peus).
El submarí tenia una velocitat màxima en superfície de 17,7 nusos (32,8 km/h; 20,4 mph) i una velocitat màxima submergida de 7,6 nusos (14,1 km/h; 8,7 mph). Quan estava submergit, el vaixell podia operar durant 80 milles nàutiques (150 km; 92 milles) a 4 nusos (7,4 km/h; 4,6 mph); mentre que a la superfície podia viatjar 8.500 milles nàutiques (15.700 km; 9.800 milles) a 10 nusos (19 km/h; 12 mph).
L'U-303 estava equipat amb cinc tubs de torpedes de 53,3 cm (21 polzades) (quatre muntats a la proa i un a la popa), catorze torpedes, un canó naval SK C/35 de 8,8cm (3,46 polzades), 220 projectils i un canó antiaeri C/30 de 2 cm (0,79 polzades). El vaixell tenia una tripulació de d'entre 44 i 60 oficials i mariners.

## Historial de servei

### Primera patrulla
L'U-303 va salpar de Kiel sota el comandament del Kapitänleutnant Karl-Franz Heine el dia d'Any Nou de 1942, arribant a Lorient a França després d'una travessia de dos mesos i mig. La primavera de 1943 va ser el punt d'inflexió per a la batalla de l'Atlàntic, els objectius eren cada cop més difícils d'aconseguir per a les unitats alemanyes. L'U-303 no va ser una excepció, aconseguint enfonsar només un vaixell, el vaixell nord-americà SS Expositor de 4.959 TRB , el 23 de febrer (que ja havia estat paralitzat per l'U-606 i abandonat)

### Segona patrulla i pèrdua
La seva segona patrulla va ser sense incidents i molt breu, simplement un viatge de catorze dies entre Lorient i La Spezia a Itàlia, tot i que va implicar el pas per l'estret de Gibraltar, fortament defensat . S'havia d'incorporar a una nova flotilla que operava al mar Mediterrani.
Des de La Spezia, l'U-303 es va traslladar a Toló a la França ocupada, des d'on havia d'operar contra la navegació britànica ajudant en les operacions posteriors a l'evacuació de Tunísia. En el seu primer intent de fer-ho, el 21 de maig de 1943, va sortir del port de Toló a la superfície i va córrer directament contra el submarí britànic Sickle (P224), que va torpedejar l'U-boat abans d'escapar. L'U-303 va començar a inclinar-se i Heine va ordenar una evacuació immediata a les basses salvavides que finalment van portar la tripulació supervivent a la costa francesa a deu milles de distància. Deu mariners van tenir menys sort, després de morir a l'impacte del torpede, i van enfonsar-se amb el seu submarí en la posició 42° 50′ N, 06° 00′ E / 42.833°N,6.000°E.

## Historial d'atacs
| Data                 | Vaixell   | Nationalitat | Tonatge (GRT) | Destí    |
| -------------------- | --------- | ------------ | ------------- | -------- |
| 23 de febrer de 1943 | Expositor | Estats Units | 4,959         | Enfonsat |